# Parornix crataegifoliella
Parornix crataegifoliella là một loài bướm đêm thuộc họ Gracillariidae. Nó được tìm thấy ở Canada (Québec và Nova Scotia) Hoa Kỳ (bao gồm Maine, Pennsylvania, Vermont, Maryland và Illinois).
Ấu trùng ăn Amelanchier, Crataegus (bao gồm Crataegus calpodendron, Crataegus parvifolia và Crataegus tomentosa) và Prunus serotina. Chúng ăn lá nơi chúng làm tổ. 